# Anopsiostes punctatus
Anopsiostes punctatus là một loài bọ cánh cứng trong họ Hybosoridae. Loài này được Paulian miêu tả khoa học năm 1982.